# 朝日屋 (三重県)
株式会社朝日屋（あさひや、英: Asahiya Corporation）は、三重県津市にある精肉店。松阪牛の販売で知られる。

## 概要
「生産者の顔が見える精肉店」を信条に掲げる松阪牛（朝日屋では「松阪肉」と表示）の専門店。毎年12月末には「名牛まつり」と称して、松阪肉牛共進会で落札された高級牛肉の特売を行っており、三重県では年末の風物詩として定着している。
2011年（平成23年）7月下旬からは、民間の分析機関に依頼して放射線量の測定を行い、安全な牛肉を販売してきた。この措置は、同年8月29日から三重県が牛の全頭検査を始めたことにより終了した。

## 事業所
- 本社兼店舗 - 三重県津市北丸之内20
  - 店舗は上記の1店のみ。
  - 営業時間 - 9:00 - 18:00
  - 水曜日定休

## 沿革
- 1958年（昭和33年）7月11日 - 朝日屋精肉店として津市で創業。
- 1972年（昭和47年） - 有限会社に移行。
- 1975年（昭和50年）11月29日 - 第26回松阪肉牛共進会で初めて最優秀一席の肉牛を落札。落札した肉牛の名は「つねふく」で価格は2,723,000円。
- 1995年（平成7年） - 社名を朝日屋に変更。
- 2002年（平成14年） - ISO9001を取得。
- 2008年（平成20年）7月11日 - 創業50周年を迎える。
- 2012年（平成24年）2月26日 - 会社を柏木社長から大阪の食肉販売会社（但馬屋）に売却。

## 取り扱い商品
- 精肉 - 牛肉（松阪肉）・豚肉（松阪豚[4]）・鶏肉
- ハム・ソーセージ
- 惣菜 - 自社ビル3階で製造。松阪牛を使用した志ぐれ煮・そぼれ煮・コロッケなど。

## 名牛まつり
朝日屋が毎年開催する「名牛まつり」は三重県では年末の風物詩となっている。名牛まつりでは松阪肉牛共進会で競り落とされた牛肉が販売され、2 - 3時間待ちの行列ができるほど店は賑う。